# كيرا بينيت
كيرا بينيت (بالإنجليزية: Kiera Bennett)‏ هي رسامة بريطانية، ولدت في 1971.